# Art Brut
Art Brut — англо-немецкая инди-рок-группа, образованная в 2003 году. Названием группы является термин, введенный французским живописцем Жаном Дюбюффе для характеристики произведений непрофессиональных мастеров, являющийся маргиналами с общественной или психической точки зрения.

## История
Фронтмен группы Эдди Аргос родился в Уэймуте, Англия, в 1980 году, вырос в Дорсете. Подростком увлекся рок-музыкой, проявлял интерес к готике. Работал в психиатрической лечебнице, позже в должности инспектора дорожного движения. Среди его кумиров — Ван Гог и Джонатан Ричмэн (Jonathan Richman), одна из предтеч панка и инди-рока. До Art Brut Аргос возглавлял проект The Welsh Elephant и более известную группу The Art Goblins, с которой время от времени выступал ещё много лет спустя. Появления артиста на сцене запоминались зрителям его эксцентричными выходками. Например, Аргос мог вынести пылесос и «играть» на нём, прервать выступление, чтобы поделиться своими соображениями по какому-либо вопросу и т. д.
В 2003 году Аргос приезжает в Лондон, что собрать новую команду. На одной из вечеринок он знакомится с гитаристом и веб-редактором Крисом Шиншиллой (Chris Chinchilla), который соглашается на предложение Аргоса. Кроме того, в качестве бас-гитаристки он приглашает в группу Фредерику Фидбек, немку по национальности, увлекающуюся гранжем. Следующим к коллективу присоединяется земляк Аргоса Айен Кэтскилкин (Ian Catskilkin), который на тот момент проживал в Лондоне и играл в хард-рок-группе Orco. Барабанщиком группы становится Майки Брейер (Mikey Breyer), работавший в магазине дешёвой одежды.
В 2003 году группа записывает демо-диск Brutlegs, объединивший три номера: «Formed A Band», «Modern Art» и «Moving to LA». Этот материал благодаря нескольким посредникам оказался у главы независимого лейбла Rough Trade. В качестве сингла «Formed A Band» увидел свет в мае 2004 года и не остался незамеченным. Американский журнал Blender назвал Art Brut лучшей британской группой, ещё не подписавшей контракт. До конца года музыканты были заняты в основном концертами, которые давали в разных уголках Великобритании в компании с группой The Fades, и наработкой материала для дебютного альбома.
Вскоре Art Brut выпускает мини-альбом Brutlegs 04, объединивший треки «Good Weekend», «Bang Bang Rock and Roll» и «Moving to L.A.» (акустический вариант). В мае 2005 года выходит дебютный альбом группы Bang Bang Rock and Roll, спродюсированный Джоном Фортисом (John Fortis), известным по записям Razorlight и Нины Черри. Лонгплей вызвал достаточно доброжелательные отзывы в прессе, отмечавшей угловатый, непосредственный саунд, резкие гитары, запоминающиеся мелодии и юмор, пронизывающий весь альбом. В списке 200 лучших альбомов 2000-х по версии Pitchfork Media Bang Bang Rock & Roll занял 192-е место. Осенью 2005 Art Brut прибывает с гастролями в Америку, где встречает тёплый приём рок-фанатов.
В сентябре 2005 года Крис Шиншилла покидает коллектив, чтобы заняться собственным проектом Macaca Mutata. Его заменяет Джаспер Фьючер (Jasper Future), с которым Аргос играл в The Art Goblins. Примерно в то же время коллективный портрет Art Brut помещают на обложку германского издания Rolling Stone.
Кульминацией гастрольного тура, продолжавшегося почти год, стало фестивальное лето 2006 года, когда музыканты выступили на сцене знаменитого Coachella Valley Music and Arts Festival, а также многих фестивалей Европы. К этому времени музыкальная деятельность Art Brut получает положительные отклики как среди зрителей, так и критиков. Читатели журнала Spin включили Art Brut в двадцатку лучших концертных групп мира, а Pitchfork назвал «Formed a Band» лучшим синглом года.
Второй долгоиграющий альбом It’s a Bit Complicated, выпущенный в 2007 году, по словам музыкантов, записывался не так легко как первый и обозначил выход на новый качественный уровень. Первый промосингл «Nag Nag Nag Nag», включавший также пять концертных треков с бельгийского фестиваля Eurockeennes de Belfort, был назван синглом недели на страницах газеты The Guardians. It’s a Bit Complicated получил более сдержанную оценку критики, но, тем не менее, закрепил позиции группы на инди-сцене.
Конец 2007 года Art Brut провели в турне по Европе и США, в ходе которого отыграли около пятидесяти концертов. В декабре музыканты впервые посетили с гастролями Австралию.
В 2008 году Art Brut расстались с компанией EMI и 20 апреля 2009 года выпустили третий альбом Art Brut vs. Satan, продюсером которого выступил Блэк Фрэнсис, лидер The Pixies. Альбом получил тёплые отзывы как критиков, так и слушателей.
Выход четвёртого альбома группы Brilliant! Tragic! запланирован на май 2011 года. Продюсером вновь выступил Блэк Фрэнсис.

## Состав
- Эдди Аргос (Eddie Argos) - вокал.
- Айен Кэтскилкин (Ian Catskilkin) - гитара.
- Фредди Фидбек (Freddy Feedback) - бас-гитара.
- Джаспер «Джефф» Фьючер (Jasper "Jeff" Future) - гитара, бэк-вокал.
- Майки Брейер (Mikey Breyer) - ударные.

## Дискография

### Альбомы
- Bang Bang Rock & Roll (2005)
- It's a Bit Complicated (2007)
- Art Brut vs. Satan (2009)
- Brilliant! Tragic! (2011)
- Wham! Bang! Pow! Let's Rock Out! (2018)

### Синглы
- «Formed a Band» (Март 2004)
- «Modern Art/My Little Brother» (Декабрь 2004)
- «Emily Kane» (Май 2005)
- «Good Weekend» (Сентябрь 2005)
- «Nag Nag Nag Nag» (Ноябрь 2006)
- «Direct Hit» (Июнь 2007)
- «Pump Up The Volume» (Февраль 2008)
- «Alcoholics Unanimous» (6 апреля 2009)
- «DC Comics & Chocolate Milkshake» (24 августа 2009)
- «Lost Weekend» (16 мая 2011)